# Œuf (aliment)
Pour les articles homonymes, voir Œuf.

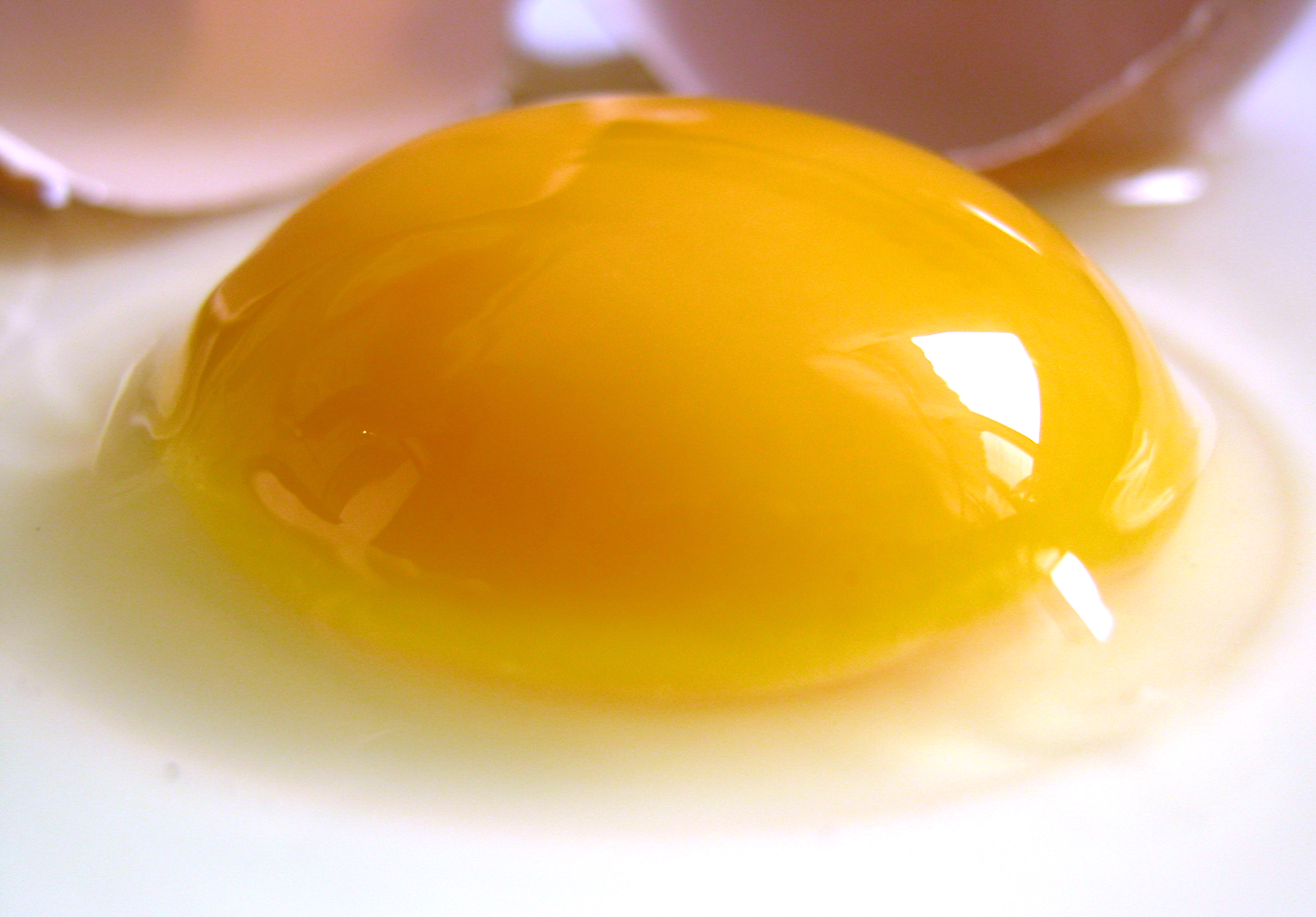
Un jaune d'œuf cru de poule.

L’œuf, en tant qu'aliment, est un produit agricole issu d'élevages divers et utilisé par les humains comme nourriture simple ou pour servir d'ingrédient dans la composition de nombreux plats dans la plupart des cultures du monde.
Le plus utilisé est l’œuf de poule, mais les œufs d’autres oiseaux sont aussi consommés : caille, cane, oie, autruche, etc. Les œufs de poissons, comme le caviar, ou de certains reptiles, comme l'iguane vert, sont également consommés, toutefois leur utilisation est très différente de celle des œufs de volaille.

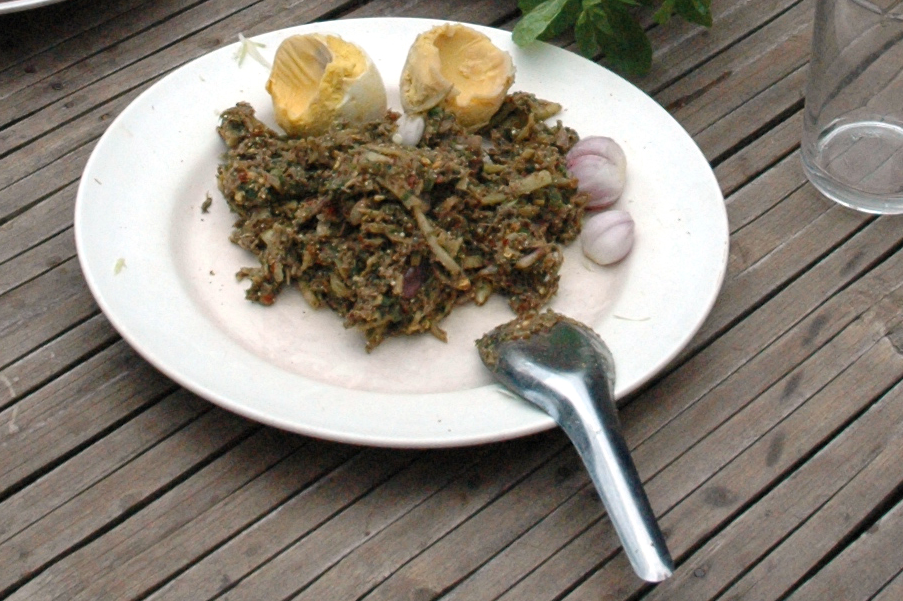
Œufs d'iguane cuits, accompagnés de viande d'iguane.

Les œufs du commerce utilisés en cuisine dans les pays industrialisés ne sont généralement pas fécondés, parce qu’ils proviennent le plus souvent d’élevages industriels où les coqs sont absents. Fécondés ou non, ils sont consommés ou cuisinés à l’état frais ; cependant, dans les usages culinaires asiatiques, les œufs sont parfois consommés couvés, comme le balut, ou mis à fermenter pendant plusieurs semaines, comme l’œuf de cent ans.

## Histoire

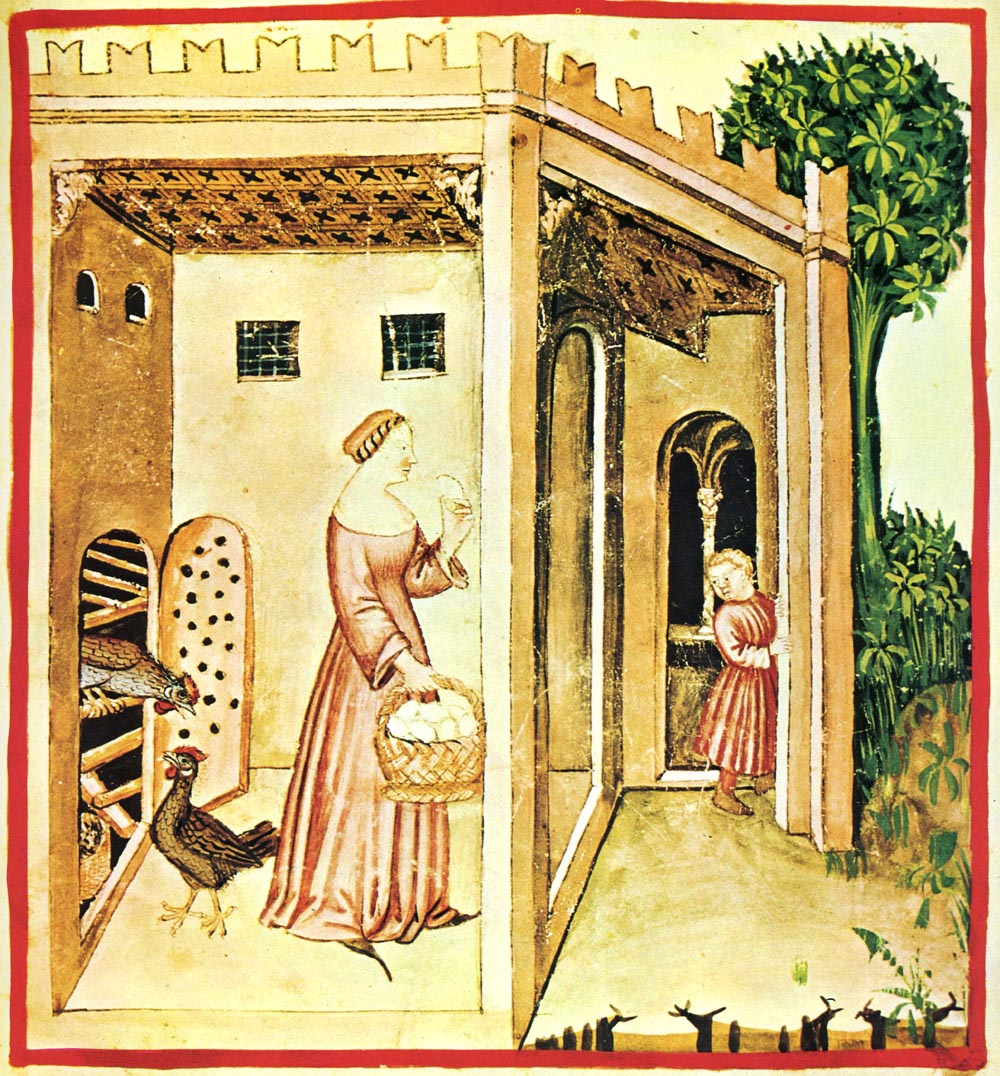
Le ramassage des œufs, illustration du manuel médiéval Tacuinum sanitatis.

L'homme préhistorique a consommé des œufs de cane, d'oie, de pintade comme le révèlent les débris de coquille sur les sites archéologiques.

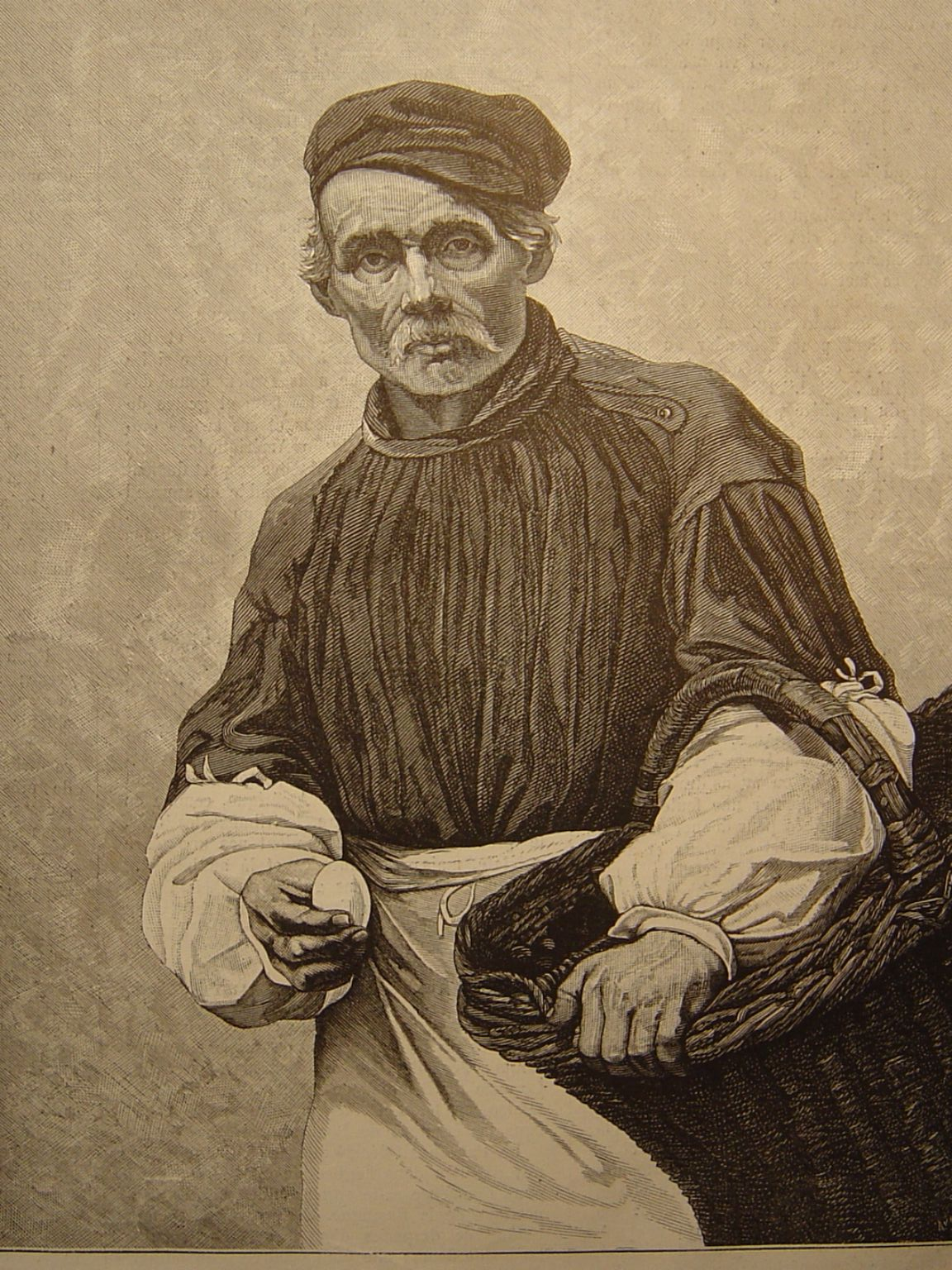
Le marchand d'œufs
Gravure de L'Illustration européenne 1881.

Durant l'Antiquité, la consommation d'œufs est courante chez les Grecs, les Chinois (amateurs d'œufs de pigeon) et les Égyptiens qui substituent souvent l'incubation artificielle à l'incubation naturelle pour produire également du poulet de chair. Les Phéniciens sont plutôt amateurs d'œufs d'autruche, les Romains d'œufs de paon bleu. Selon le code alimentaire prescrit aux Juifs pratiquants, les œufs font partie des mets neutres (pareve ou parve).
Source de protéines, que l'économie de marché des pays industrialisés fixe à bas prix, d'approvisionnement régulier tout au long de l’année, mais aussi à la portée de toute famille possédant un jardin, l’œuf est un constituant courant de l’alimentation depuis le Moyen Âge. L’œuf est parfois considéré comme un aliment gras, sa consommation étant interdite pendant les 160 jours maigres qu'impose l'Église catholique. Cette interdiction est variable selon les coutumes du pays et le rigorisme de l'évêque de chaque localité, elle n'est absolue que pendant le Carême, d'où la coutume de l'œuf de Pâques : au IVe siècle, l’Église, pour fêter la résurrection du Christ, encourage le peuple et la noblesse à s’offrir des œufs que l’on a produits et conservés pendant les jours du Carême qui précèdent les Pâques. Ces jours correspondent aussi à la période où les poules recommencent à pondre. Charlemagne impose dans un capitulaire que les fermes impériales aient au moins cent poules et trente oies.

À la Renaissance, ses modes de préparation sont variés, notamment dans les monastères où de nombreuses recettes sont inventées pour les jours de pénitence : 

« Ces œufs que les gastrolâtres sacrifient à leur dieu ventripotent : œufs fritz, perduez, suffocqués, estuvés, trainés dans les cendres, jettés par la cheminée, barbouillés, gouildronnés… »

— François Rabelais, Extrait du Quart Livre, chapitre LX, 1552.
Sous le règne de Louis XV, les Français consomment soixante œufs par an et par personne (270 par personne et par an en 2008) et Menon dit de l’œuf : « C’est un aliment excellent et nourrissant que le sain et le malade, le pauvre et le riche partageaient ensemble ».
Depuis le XIXe siècle et jusque dans les années 1950, on les conservait, en France, en les mettant dans des pots en grès contenant du silicate de sodium et les œufs se gardaient ainsi frais plusieurs mois. Au cours du XXe siècle, la masse de l’œuf de poule est passée à 60 voire 70 g alors qu'elle était de 50 g aux siècles précédents. L’élevage industriel et l’allongement artificiel de la durée du jour grâce à l’électricité permettent un approvisionnement régulier et bon marché tout au long de l’année.

## Chiffres de production destinée au commerce
| Produit        | 1964  | 1969  | 1974  | 1979  | 1984  | 1989  | 1994  | 1999  | 2004  | 2009  | 2013  |
| -------------- | ----- | ----- | ----- | ----- | ----- | ----- | ----- | ----- | ----- | ----- | ----- |
| Œuf de poule   | 15,6  | 18,6  | 21,6  | 25,4  | 29,3  | 34,2  | 41,1  | 50,0  | 55,4  | 62,9  | 68,3  |
| Œuf hors poule | 0,754 | 0,886 | 0,964 | 1,146 | 1,520 | 2,098 | 3,651 | 3,910 | 4,429 | 5,217 | 5,592 |

Dans des conditions artificialisées, une poule pondeuse peut pondre 310 œufs par an, avec un indice de conversion de 1 kg d’œufs pour 2 kg d’aliments spécifiques.
Dans le monde : bien qu'au-dessus de 32 °C la mortalité des pondeuses augmente et le nombre d’œufs pondus et leur calibre diminuent, la majorité des œufs produits dans le monde l'est en zone tropicale. Les chiffres de la production mondiale sont en forte hausse : ils sont passés de 35 246 000 t/an en 1990, à 51 194 000 t/an en 2000 puis à 60 678 000 t/an en 2008.
|             | Pays        | Production MT | % mondial |
| ----------- | ----------- | ------------- | --------- |
| 1           | Chine       | 24,446        | 35,8 %    |
| 2           | États-Unis  | 5,648         | 8,3 %     |
| 3           | Inde        | 3,835         | 5,6 %     |
| 4           | Japon       | 2,522         | 3,7 %     |
| 5           | Mexique     | 2,516         | 3,7 %     |
| 6           | Russie      | 2,284         | 3,3 %     |
| 7           | Brésil      | 2,172         | 3,2 %     |
| 8           | Indonésie   | 1,224         | 1,8 %     |
| 9           | Ukraine     | 1,121         | 1,6 %     |
| 10          | Turquie     | 1,031         | 1,5 %     |
| 11          | France      | 0,944         | 1,4 %     |
| 12          | Allemagne   | 0,893         | 1,3 %     |
| 13          | Italie      | 0,775         | 1,1 %     |
| 14          | Espagne     | 0,743         | 1,1 %     |
| 15          | Pays-Bas    | 0,703         | 1 %       |
| 16          | Royaume-Uni | 0,672         | 1 %       |
| 17          | Colombie    | 0,668         | 1 %       |
| 17          | Thaïlande   | 0,668         | 1 %       |
| 19          | Iran        | 0,665         | 1 %       |
| 19          | Malaisie    | 0,664         | 1 %       |
| TOTAL MONDE | TOTAL MONDE | 68,262        | 100 %     |

En Europe, en 2013, les agriculteurs des 27 États membres de l'Union ont produit 101 milliards d'œufs, principalement avec leurs 340 millions de poules. La France occupe la première place en Europe devant l'Allemagne, avec 3 000 éleveurs qui produisent 14 milliards d'œufs par an avec 45 millions de poules,, la première marque française étant Matines (groupe Glon), avec un milliard d'œufs provenant de 370 élevages.

### Chiffres de production en France
Après un pic à 16 milliards d'œufs de poule de consommation en 1999, la production a baissé et était de 12,4 milliards en 2012. Les agriculteurs français ont ensuite produit plus de 14 milliards d'œufs en 2014, ce qui place la France en première place des pays producteurs européens devant l'Allemagne.
| Produit             | Produit                   | 2008   | 2009   | 2010   | 2011   | 2012   | 2013   | 2014   |
| ------------------- | ------------------------- | ------ | ------ | ------ | ------ | ------ | ------ | ------ |
| Œuf de consommation | Production intensive      | 12,743 | 12,714 | 13,431 | 12,046 | 11,701 | 13,884 | 13,926 |
| Œuf de consommation | Production semi-intensive | 0,457  | 0,434  | 0,412  | 0,392  | 0,372  | 0,353  | 0,336  |
| Œuf de consommation | Production traditionnelle | 0,439  | 0,417  | 0,396  | 0,376  | 0,357  | 0,340  | 0,323  |
| Œuf à couver        | Œuf à couver              | 1,247  | 1,292  | 1,356  | 1,422  | 1,448  | 1,451  | 1,475  |

## Modes de production

### Sélection des œufs durant l'incubation
Une technique de spectrométrie permettant de connaître à 95 % le sexe du poussin dès le 3e jour de développement de l'œuf connaîtra sa première « implémentation » industrielle en 2016 puis devrait être généralisée en 2017 en Allemagne et 2020 aux États-Unis. Cela permettra de ne garder que les œufs développant un poussin femelle, les poussins mâles étant actuellement tués par broyage après éclosion dans les élevages industriels, (voir, Abattage des poussins et des canetons).

## Commercialisation et marketing

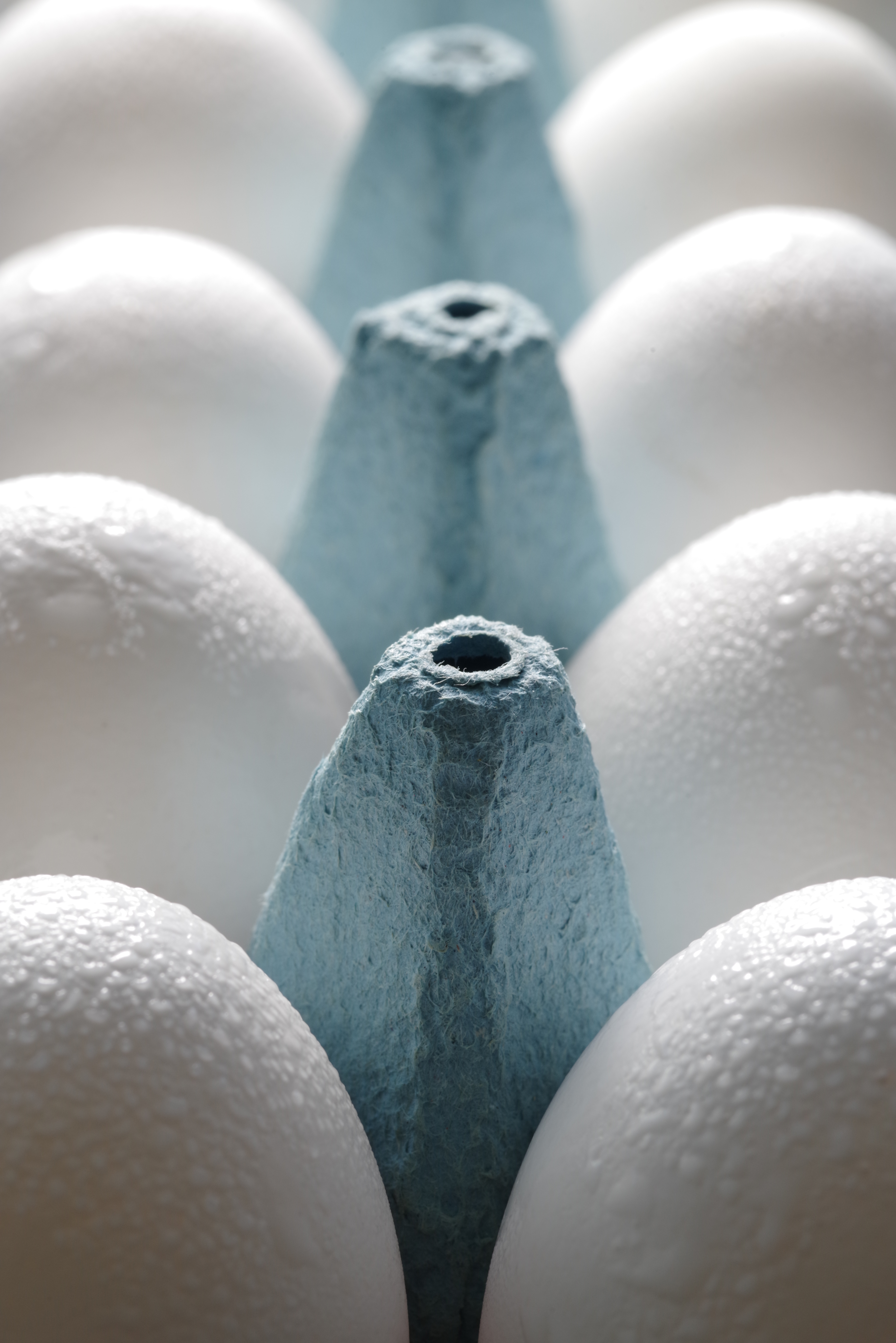
Œufs rangés dans leur boîte.

Le marché des œufs de poule se compose de plusieurs circuits de commercialisation : 
- vente directe : le premier est la vente directe dans lequel l'agriculteur ou l'exploitant agricole commercialise au détail sa production d’œufs auprès des consommateurs. Le revendeur intermédiaire est absent de ce type de  distribution. Cette vente directe s'effectue au sein des marchés, des fermes ou des points de vente collectifs (PVC) ;
- circuit court : le deuxième est le circuit court, une commercialisation avec maximum un revendeur intermédiaire entre l'agriculteur et le consommateur. Ce type de commercialisation s'effectue au sein des marchés et via la grande et petite distribution (hypermarchés, épicerie, etc.) ;
- circuit long : le troisième correspond au circuit long, c’est-à-dire qu’il y a de deux à plusieurs revendeurs intermédiaires entre l'agriculteur et le consommateur. Ce type de commercialisation s'effectue au sein des marchés et via les grande et petite distributions (hypermarchés, épicerie, etc.)[23].

## Consommation
Plus de 1 000 milliards d'œufs sont consommés par an dans le monde, dont 14,8 milliards en France, ce qui correspond à une consommation moyenne, estimée par la FAO, d'environ 145 œufs par habitant et par an en 2005, 230 œufs par an en France en 2010.

## Caractéristiques physiques

### Couleurs

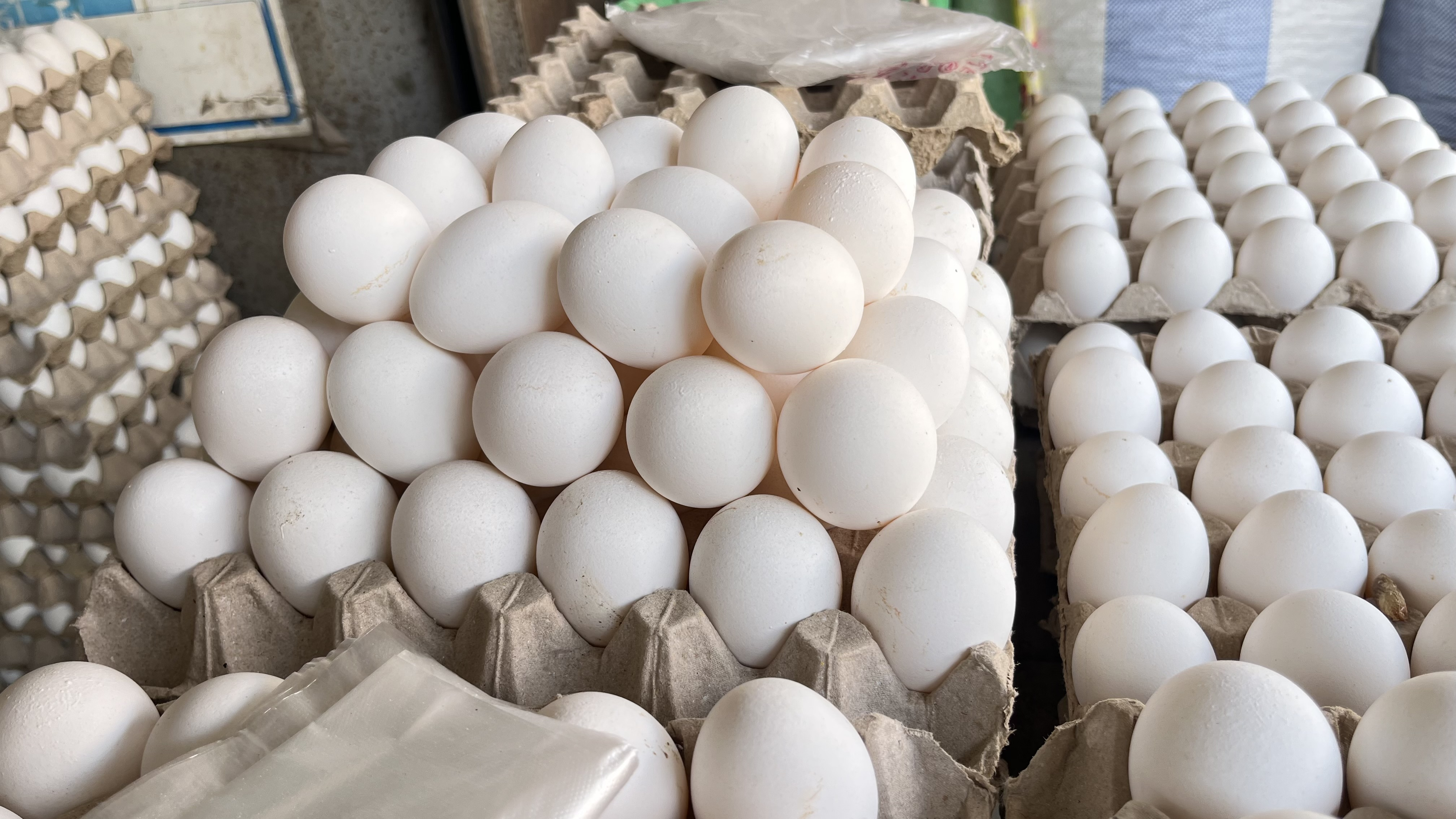
Tablettes Oeufs Frais au Sénégal

La plupart des races originelles de poules européennes pondent des œufs à coquille blanche. C’est le croisement avec des races du continent asiatique, importées par exemple en France à partir de 1850, qui a mené à des œufs de couleur brun clair.La Marans restant une exception avec ses œufs brun foncé, c’est un pigment qui s'ajoute au dernier moment avant que l’œuf ne sorte, à la différence de l’araucana, race d'origine chilienne introduite en Europe vers 1920, dont l’œuf est bleu.
L’alimentation de l'oiseau marque la couleur du jaune dans l’œuf.

### Structure
| Coupe d’un œuf de poule domestique : le jaune, au centre, est entouré par le blanc. | 1. Coquille calcaire 2. Membrane coquillière externe 3. Membrane coquillière interne 4. Chalaze 5. Blanc d’œuf (ou albumen) externe (fluide) 6. Blanc d’œuf (ou albumen) intermédiaire (visqueux) 7. Peau du jaune d’œuf (ou vitellus) 8. Jaune d’œuf (ou vitellus) formé | 9. Point blanc (cicatricule) puis embryon 10. Jaune d’œuf (ou vitellus) jaune 11. Jaune d’œuf (ou vitellus) blanc 12. Blanc d’œuf (ou albumen) interne (fluide) 13. Chalaze 14. Chambre à air 15. Cuticule |

### Particularités
Il arrive que certains œufs soient sans jaune.
Il arrive aussi que certains œufs aient plusieurs jaunes à l'intérieur. Il existe par exemple des œufs commercialisés sous la mention « gros-œufs » ou « maxi-œufs ». Ils sont plus gros que la moyenne et ont parfois deux jaunes à l'intérieur.
Les œufs de poule de grandes races comme la Limousine peuvent contenir quelquefois jusqu'à trois jaunes et dépasser le poids des 100 grammes par œuf[réf. souhaitée].

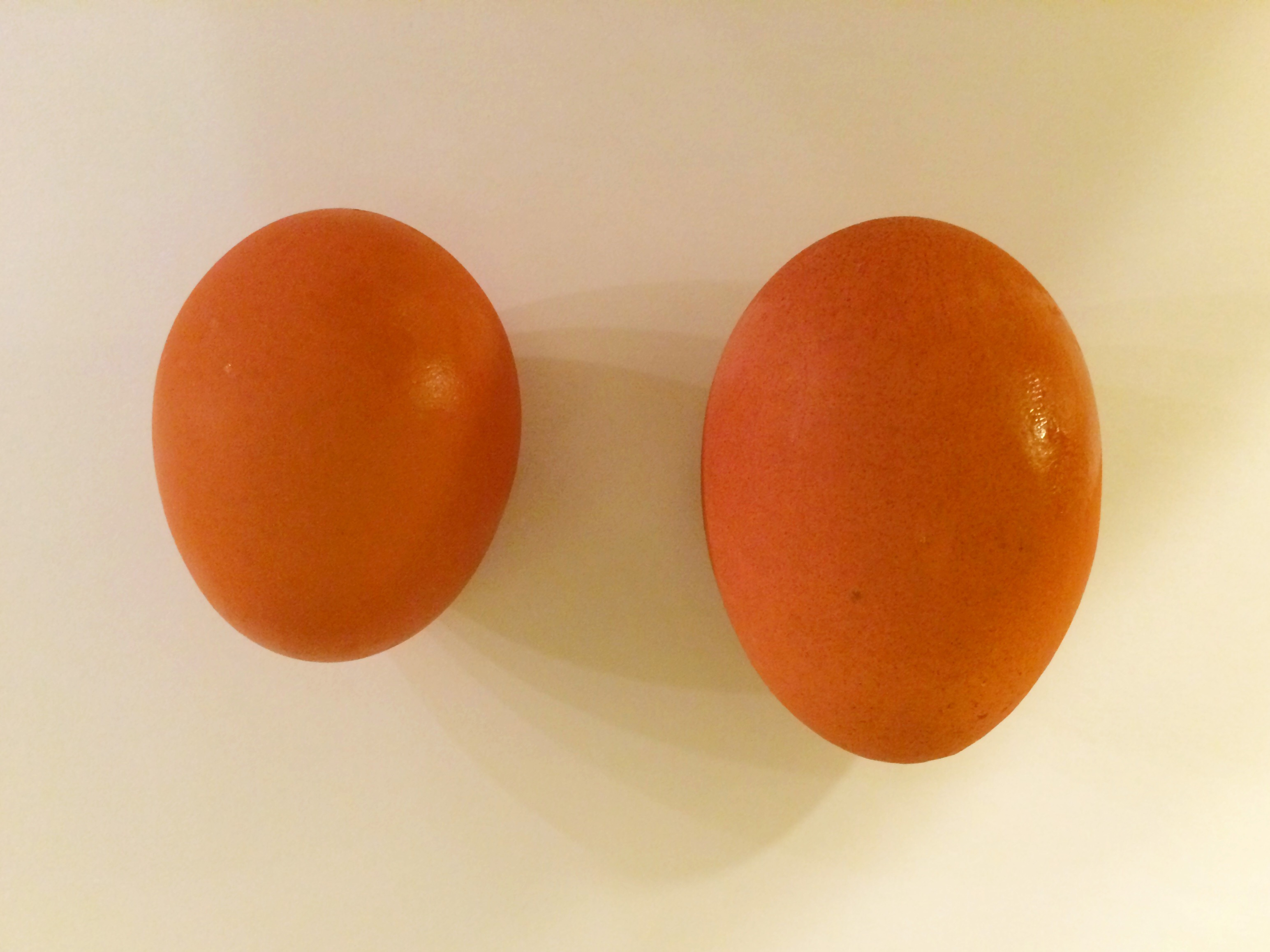
Comparaison d'un œuf et d'un « maxi œuf » avec deux jaunes - Entiers (1/2)
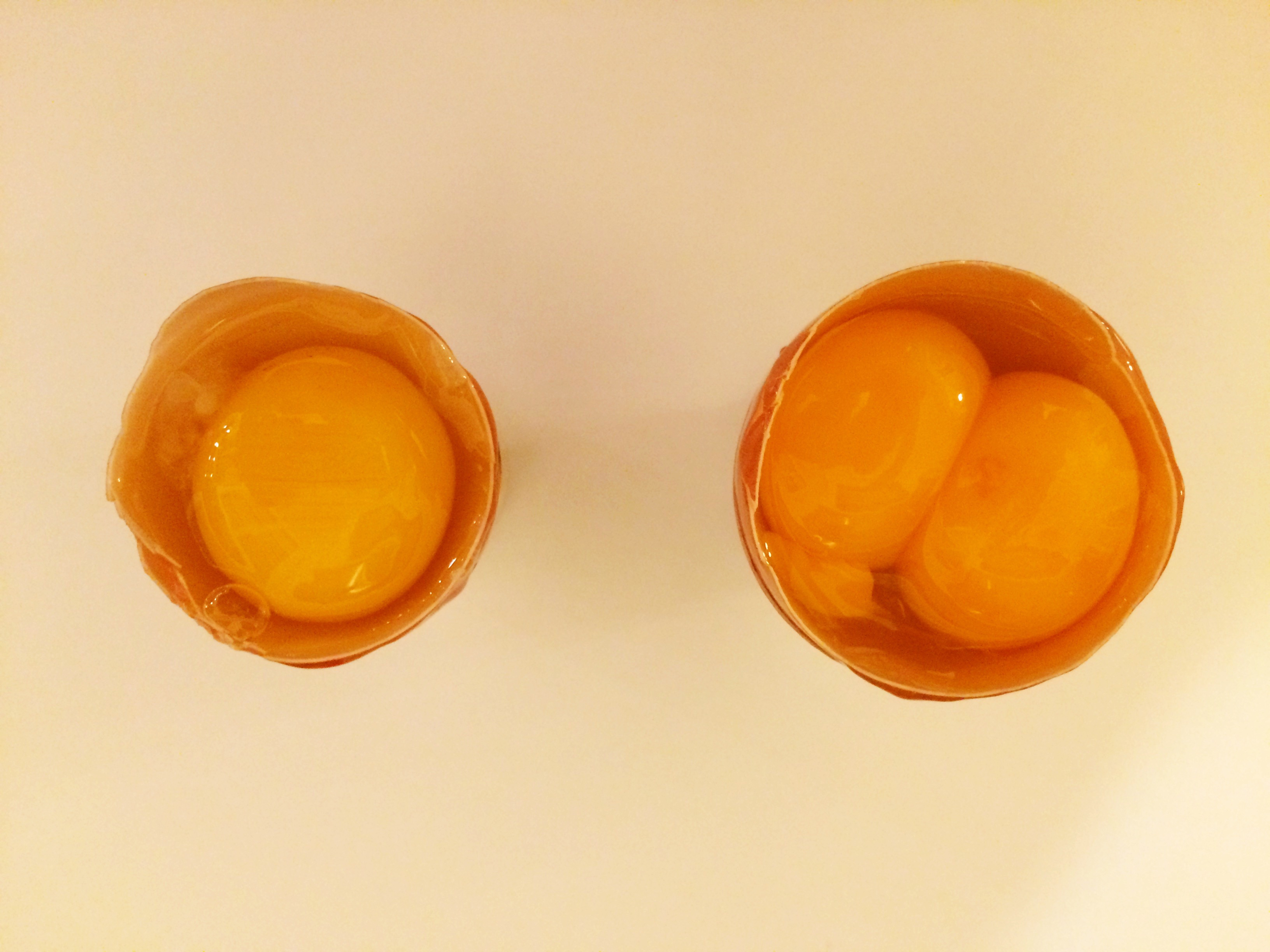
Comparaison d'un œuf et d'un « maxi œuf » avec deux jaunes - Ouverts (2/2)
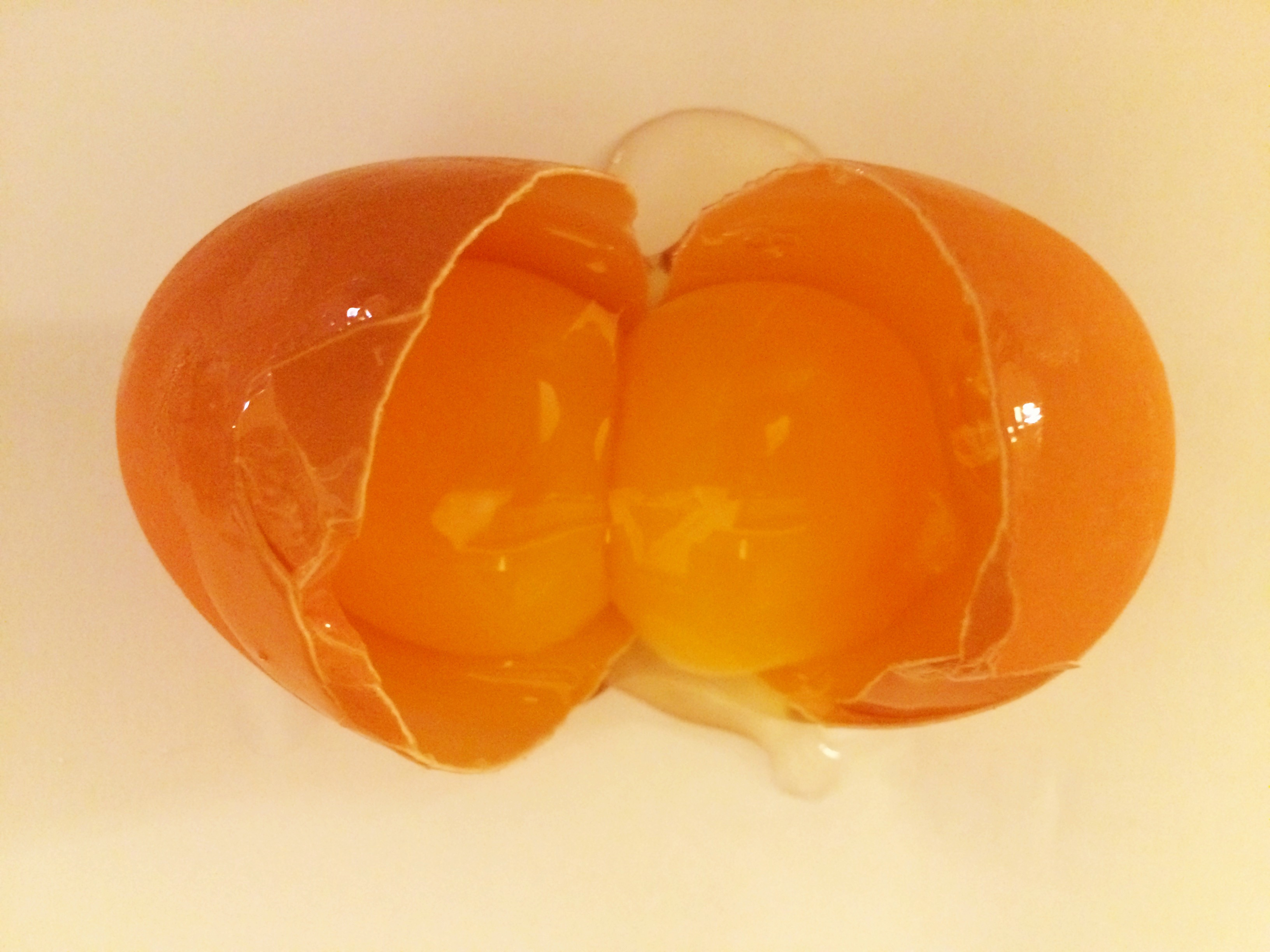
« Maxi œuf » avec 2 jaunes à l'intérieur
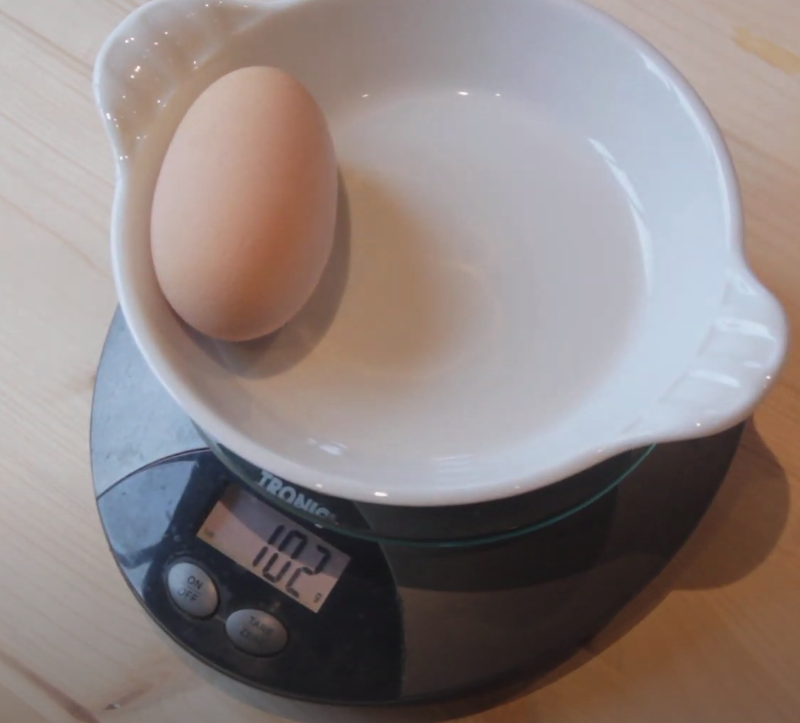
Œuf de Poule Limousine de 102g à 3 jaunes
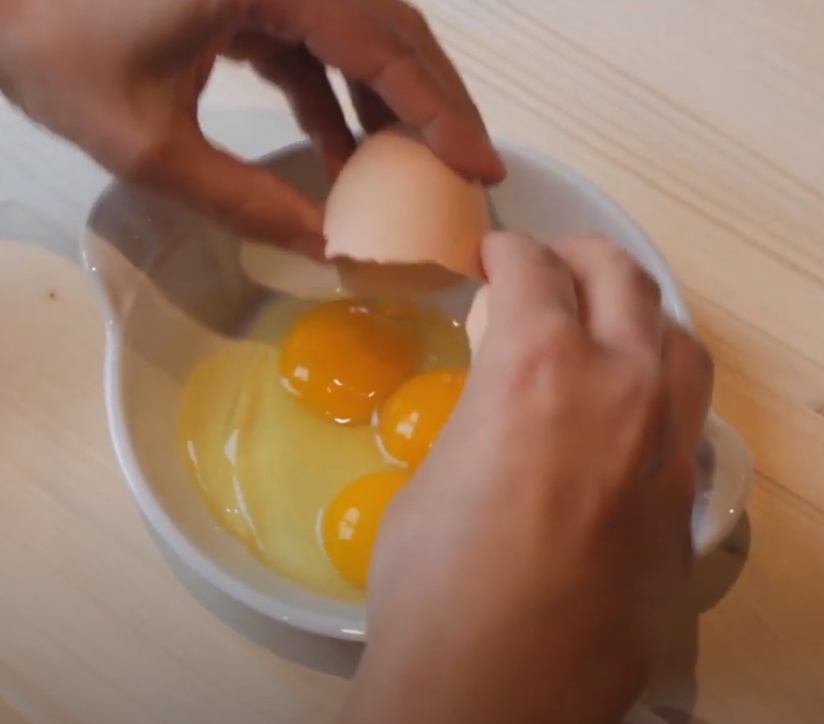
Œuf de Poule Limousine de 102g à 3 jaunes

## Valeur nutritionnelle
Aliments peu caloriques, les œufs sont hautement nutritifs : leur composition nutritionnelle montre qu'ils contiennent tous les nutriments nécessaires à un futur organisme. Ils sont notamment riches en protéines hautement digestibles avec des concentrations élevées en acides aminés essentiels (notamment la lysine, méthionine, arginine, phénylalanine et cystine). Cette caractéristique des protéines totales de l’œuf fait qu'il compte parmi les rares aliments considérés comme une protéine complète (en) et que l'OMS a choisi ses protéines comme standard de l'efficacité protéique chez l'enfant.
Ils sont une source de graisses digestes, de phospholipides riches en céphaline et choline (la moitié des apports journaliers recommandés AJR en choline pour 100 g d'œuf), d'acides gras insaturés et de cholestérol. Ils sont également riches en presque toutes les vitamines (et une des rares sources naturelles en vitamine D dont ils apportent 10 % des apports journaliers recommandés pour 100 g) à l'exception de la vitamine C, riches en ubiquinone, en minéraux (potassium, phosphore, iode, 100 g d'œuf couvrant respectivement 20, 25 et 33 % des AJR ; fer, zinc) et en antioxydants comme le sélénium (42 % des AJR).
Un œuf cuit est plus digeste car la cuisson dénature ses inhibiteurs de protéases digestives (ovomucoïde, ovoinhibiteur) et augmente la digestibilité des protéines du blanc d'œuf mais, à l'inverse, elle diminue la valeur nutritive des composants du jaune.
L'œuf est un des principaux allergènes alimentaires, ses principaux allergènes sont l'ovalbumine, l'ovomucoïde, l'ovotransferrine et le lysozyme, il est notamment la principale cause d'allergie alimentaire chez l'enfant (35 à 50 % des cas d'allergie observés) contre 7 % chez l'adulte.
Plusieurs études mettent en évidence les bienfaits de l'œuf. La richesse du jaune d’œuf en caroténoïdes (notamment les xanthophylles de type lutéine et zéaxanthine) réduit chez l'homme les risques de dégénérescence maculaire liée à l’âge de près de 80 % et de cataracte de près de 50 %. La consommation d’un œuf de poule au déjeuner aiderait à limiter la prise de calories durant la journée, et cela, grâce aux propriétés de l’œuf à apaiser la faim (effet satiétogène). Les caroténoïdes, la choline, les vitamines A, B et E, nutriments essentiels de l'œuf, sont associés à une diminution du risque du cancer du sein,.
Jusque dans les années 1990, les recommandations nutritionnelles préconisaient de limiter la consommation d'œufs de poule à 3-4 par semaine en raison de la richesse du jaune d’œuf en cholestérol qui était considéré comme l'élément clé du risque de maladie coronarienne. Contrairement à une idée répandue, le cholestérol alimentaire a en fait très peu d'impact sur le cholestérol sanguin (70 % du cholestérol sanguin est d'origine endogène, fabriqué par le foie à partir d'acides gras saturés de l'alimentation). Une méta-analyse sur plus de 30 ans d'enquêtes épidémiologiques prospectives ne trouve aucune corrélation entre la consommation d'œufs et le risque de maladies coronariennes. Par contre, les personnes atteintes d’un diabète et qui consomment plus de 7 œufs de poule par semaine auraient un risque accru de maladies cardio-vasculaires, mais il n'est pas actuellement possible d'établir s'il s'agit d'une véritable relation ou d'un biais dû au fait que les œufs sont souvent issus de l'agriculture intensive et donc plus riches en oméga-6. Ils seraient souvent consommés avec d'autres aliments qui sont riches en graisses saturées, sauf que le lien entre ces graisses et les maladies cardio-vasculaires n'est fondé sur aucune étude scientifique acceptable,

## Hygiène
Au moment de la ponte, l'oiseau secrète un « vernis » qui donne la couleur et assure la protection de l'œuf, il est donc déconseillé de nettoyer les excréments et autres saletés durant son remisage et son transport. Il ne faut pas laver les œufs, ceci augmentant la perméabilité de leur coquille et laissant la voie ouverte à un microbiote potentiellement pathogène. Si les œufs sont vraiment sales, il faut commencer par les essuyer avec un chiffon humide. Si l'œuf est lavé sous l'eau il est recommandé de le consommer immédiatement et non de le garder pour plus tard.
Aux États-Unis, les œufs sont lavés. Cela nettoie la coquille mais érode sa cuticule,. En conséquence le ministère de l'Agriculture y recommande de réfrigérer les œufs pour prévenir la croissance de Salmonelles.

### Fraîcheur
Afin de vérifier la fraîcheur d’un œuf, il suffit de plonger celui-ci dans de l’eau (froide salée de préférence à 10 %). Plus l’œuf coule, plus il est frais ; plus il flotte, moins il est frais. Cela est dû à l’augmentation de la bulle de gaz (chambre à air) lors du vieillissement de l’œuf.
La fraîcheur se juge aussi par mirage.
On peut également comparer la hauteur à la largeur de l'albumine d'un œuf cassé sur une surface plane. Plus l'œuf est vieux, plus son albumine s'étend.

### Contaminations éventuelles
Divers polluants ou contaminants bactériens ou fongiques (mycotoxines), organiques et chimiques ou métalliques peuvent être présents dans ou sur la coquille, dans le blanc ou le jaune des œufs de volaille, que ce soit dans les œufs issus de l'agriculture industrielle ou des petites productions paysannes, familiales ou fermières.
Selon la littérature scientifique disponible, ces contaminants sont principalement :
- des métaux lourds tels que mercure, plomb, cadmium, arsenic, etc.
- des résidus de pesticides, dont l'insecticide DDT, par exemple, toujours retrouvé dans les œufs du commerce en Belgique en 2006-2007 (avec un taux de DDT dépassant la norme pour 17 % d'œufs issus de poulaillers familiaux échantillonnés sur 58 sites différents). D'autres pesticides ont été trouvés dans ces mêmes œufs, dont aldrine, dieldrine, chlordane (avec 3 à 5 % des échantillons au-dessus des normes, bien que ces produits soient interdits pour certains depuis plus de 30 ans en Belgique). D'autres pesticides (l'hexachlorocyclohexane, l'endosulfan, l'endrine, le méthoxychlore et le nitrofène) n'ont pas été détectés dans ces échantillons[54] ;
- des PCB[55], organochlorés [56] ou d'autres produits chimiques toxiques ou indésirables (ex-retardateurs bromés de flamme[57]) particulièrement solubles dans les tissus gras qu'on retrouvera donc plutôt dans le jaune d’œuf[58], y compris dans les œufs issus de l'agriculture biologique commercialement certifiée ou d'élevages de ménage. À titre d'exemple, des œufs issus de ce dernier type d'élevage collectés dans différentes zones de Belgique contenaient respectivement, en automne 2006 et au printemps 2007, moins de 8,0 et moins de 8,0 µg d'arsenic par kg ; 0,5 et moins de 0,5 µg/kg pour le cadmium ; 116 et 74 µg/kg pour le plomb, 0,43 et 0,52 mg/kg pour le cuivre, 20,3 et 19,2 mg/kg pour le zinc, 3,15 et 4,44 µg/kg pour le mercure (attention, l'échelle diffère, parfois donnée en µg, parfois en mg)[59]... De plus, dans ces cas, des taux de dioxines et organochlorés au-dessus des normes étaient fréquents[58];
- et dans certaines circonstances, les œufs peuvent aussi contenir des radionucléides (iode et césium, notamment) ; après des accidents nucléaires et dans les zones de retombées du panache ou en contexte d'essais nucléaires atmosphériques (théoriquement proscrits depuis plusieurs décennies).

## Réglementation européenne d'identification des œufs destinés au commerce alimentaire

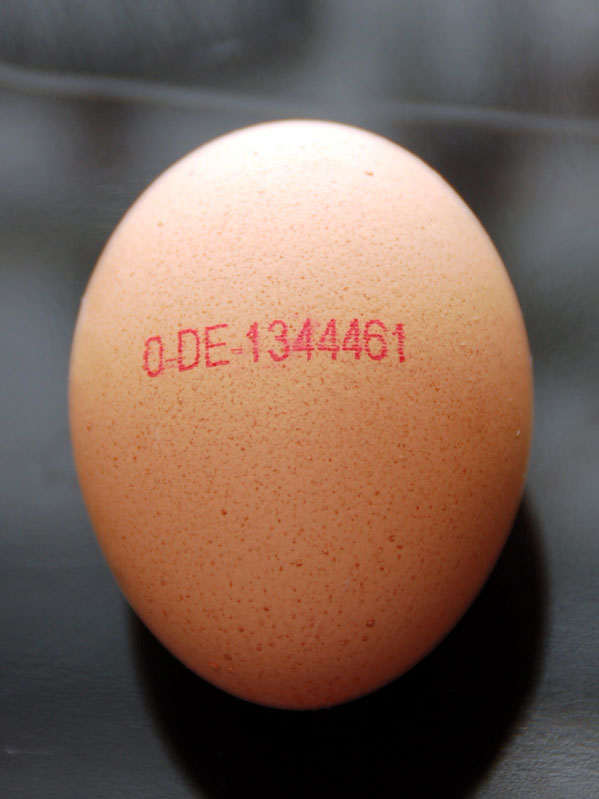
Un œuf allemand issu de l'agriculture biologique.

Pour une meilleure traçabilité des œufs, les professionnels apposent un code complet sur chaque coquille. Cette inscription permet de retrouver le parcours effectué par l’œuf.
Le premier chiffre permet au consommateur de connaître le mode d’élevage des poules pondeuses.
Les deux lettres suivantes permettent d’identifier le pays de ponte : FR pour la France, BE pour la Belgique, CH pour la Suisse, etc.
Les derniers caractères identifient le numéro du producteur (et donc le lieu) et éventuellement le numéro du pondoir en plus.
Les œufs sont classés en fonction de leur destination, :
- catégorie A : œufs frais destinés aux consommateurs. Ils ne sont pas lavés (ce qui enlèverait la protection naturelle de l'œuf).
- catégorie B : œufs destinés strictement à l'industrie alimentaire.

En Europe, pour les élevages de grandes tailles, un code est obligatoirement marqué sur la coquille des œufs.
Le code n’est pas obligatoire quand on achète les œufs directement sur le lieu de production.

### Un identifiant pour chacun des 4 types d'élevages[63]
La France pratique la diversification des types d’élevages. Il est possible de choisir ses œufs parmi 4 origines distinctes, facilement identifiables par le premier chiffre inscrit sur la coquille de l’œuf :
- Élevage biologique (code 0) : les poules sont alimentées avec de la nourriture biologique. Elles ont accès à des parcours extérieurs où elles disposent de végétation. En intérieur, elles disposent de nids, de perchoirs et de l’alimentation.
- Élevage en plein air (code 1) : les poules ont accès à un parcours extérieur lors de la journée. Par exemple, les œufs Label Rouge sont marqués du code 1.
- Élevage au sol (code 2) : indique que les poules évoluent librement à l’intérieur d’un local sans parcours extérieur.
- Élevage en cage aménagée ou élevage en batterie (code 3) : il représente la part la plus importante de la production française. Il répond aux nouvelles normes européennes en vigueur depuis janvier 2012. Les poules vivent dans de nouveaux hébergements en groupes de 12 à 60, où elles disposent en particulier d'un nid, de perchoirs et d'une aire de picotage et de grattage.

En Belgique
En France
L'identification des œufs de poule commercialisés en France est contrôlée par la DDT et la DGCCRF. Le marquage des œufs commercialisés pour la consommation humaine est facultatif sous certaines conditions. Pour les paysans producteurs fermiers, ce droit au non-marquage est soumis :
- à la taille de l'élevage (moins de 250 poules) ;
- au mode de production (traditionnel) ;
- à l'obligatoire diversité des productions présentes au sein de la ferme ;
- au fait caractérisé de vente directe (remise directe du paysan à l'acheteur) ;
- au lieu de cette remise directe, c'est-à-dire, à la ferme, au marché ou dans un Point de Vente Collectif (magasin propriété d'agriculteurs dont ils assurent une permanence à tour de rôle).

Pour des élevages dépassant le seuil de 250 poules et autres élevages spécialisés, la norme européenne s'applique sous forme d'une estampille faisant apparaître un des 4 codes européens existants, le numéro d'agrément de l'élevage et la date de durabilité minimale (DLC), qui correspond à la date jusqu'à laquelle les œufs conservent leurs caractéristiques. Elle est fixée à 28 jours après la ponte. Il est cependant interdit de commercialiser des œufs de plus de 21 jours.
En 2013 en France, 69 % des poules pondeuses sont élevées en cage, 7 % dans des bâtiments fermés, 12 % avec un accès en plein air, 7 % en Agriculture Biologique certifiée et 5 % en Label Rouge.
En Suisse
La Migros, principal détaillant en Suisse, a introduit un code d'identification qui se trouve sur chaque œuf qu'elle met en vente. Ce code d'identification permet au consommateur, en introduisant ce numéro sur son site Internet, de connaître la ferme où l'œuf a été pondu, ainsi que des renseignements sur celle-ci.
Autres

## Le régulateur en France
À partir de 2002 seulement,  des mesures ont été mises en place afin de résoudre les problèmes de traçabilité, de conditions animales, d’« asymétrie de l’information » ou encore des problèmes sanitaires tels que la salmonelle. Ainsi, il est primordial  de faire intervenir un « régulateur » dans un souci de santé publique mais aussi dans un souci de légitimité. Une régulation se définit par une intervention réalisée en vue de maintenir ou de rétablir l’état réputé souhaitable ou acceptable d’un système économique ou social.
Sur le marché des œufs, les exploitants agricoles producteurs doivent respecter des exigences minimales auxquelles les œufs doivent satisfaire pour pouvoir être commercialisés dans l’Union européenne (normes de commercialisation fixées dans les règlements UE n°1308/2013 et CE n°589/2008 pour les œufs de poule). Elles indiquent les circuits, les délais de commercialisation autorisés, les catégories de qualité des œufs et les règles de classement dans ces catégories. Puis, elles établissent les règles de marquage ou de non-marquage des œufs, de traçabilité, de marquage des emballages s'il y en a et d’information du consommateur.
L’administration centrale publique (l’État) applique sur ce marché des contrôles et des sanctions en cas de non-conformité du produit. Effectivement, un test de traçabilité est systématiquement réalisé lors de l’inspection dans des centres de collecte, d’emballage d'œufs, industries alimentaires ou chez des grossistes. Sur le marché des œufs , les producteurs doivent respecter certaines instructions relatives à la commercialisation des œufs: 
| Les dispositions réglementaires européennes applicables à la production et à la commercialisation des œufs se trouvent dans le Paquet hygiène et dans le règlement portant organisation commune des marchés des produits agricoles (règlement “OCM” et son règlement applicable). |
| Pour être commercialisés, certains œufs de poule doivent être classés, marqués et emballés dans un emballage portant le code du centre d’emballage. |
| Seuls les centres d’emballage d'œufs agréés peuvent classer les œufs (poids et qualité). |
| Différentes dérogations au marquage des œufs existent. |
| En France, le marquage des œufs entre l'élevage et le centre d’emballage n’est pas obligatoire. |
| Les œufs vendus directement du de l'exploitant agricole producteur au consommateur peuvent bénéficier de l’exemption du classement sous certaines conditions |

## Effets sur la santé
Les œufs sont une source de protéines de haute qualité et de vitamines et minéraux essentiels. La consommation d'œufs ne semble pas avoir d'effets néfastes sur la santé à condition qu'ils soient consommés en quantités modérées (≤1 œuf/jour). Une consommation supplémentaire d'un œuf par semaine est associée à une augmentation de 2 % à 4 % du risque de mortalité toutes causes confondues et par cancer, et à une diminution de 4 % du risque de mortalité par accident vasculaire cérébral dans le cadre d'une analyse dose-réponse linéaire.

## Date de consommation recommandée
« Date de consommation recommandée » redirige ici. Ne pas confondre avec Date de durabilité minimale.
La date de consommation recommandée (ou DCR) correspond à l'expiration de la période de stockage des oeufs. Elle est fixée à 28 jours au plus après la ponte. Les œufs sont :
- extra frais jusqu'à 9 jours après la ponte[72],[73]. Ils peuvent alors être utilisés dans des préparations non cuites (mayonnaise, œufs à la coque, mousse au chocolat…)
- frais jusqu'à 28 jours après la date de ponte[70],[74]. Ils sont alors consommés cuits au plat, en omelette, durs ou pour la pâtisserie.

## Conservation des œufs

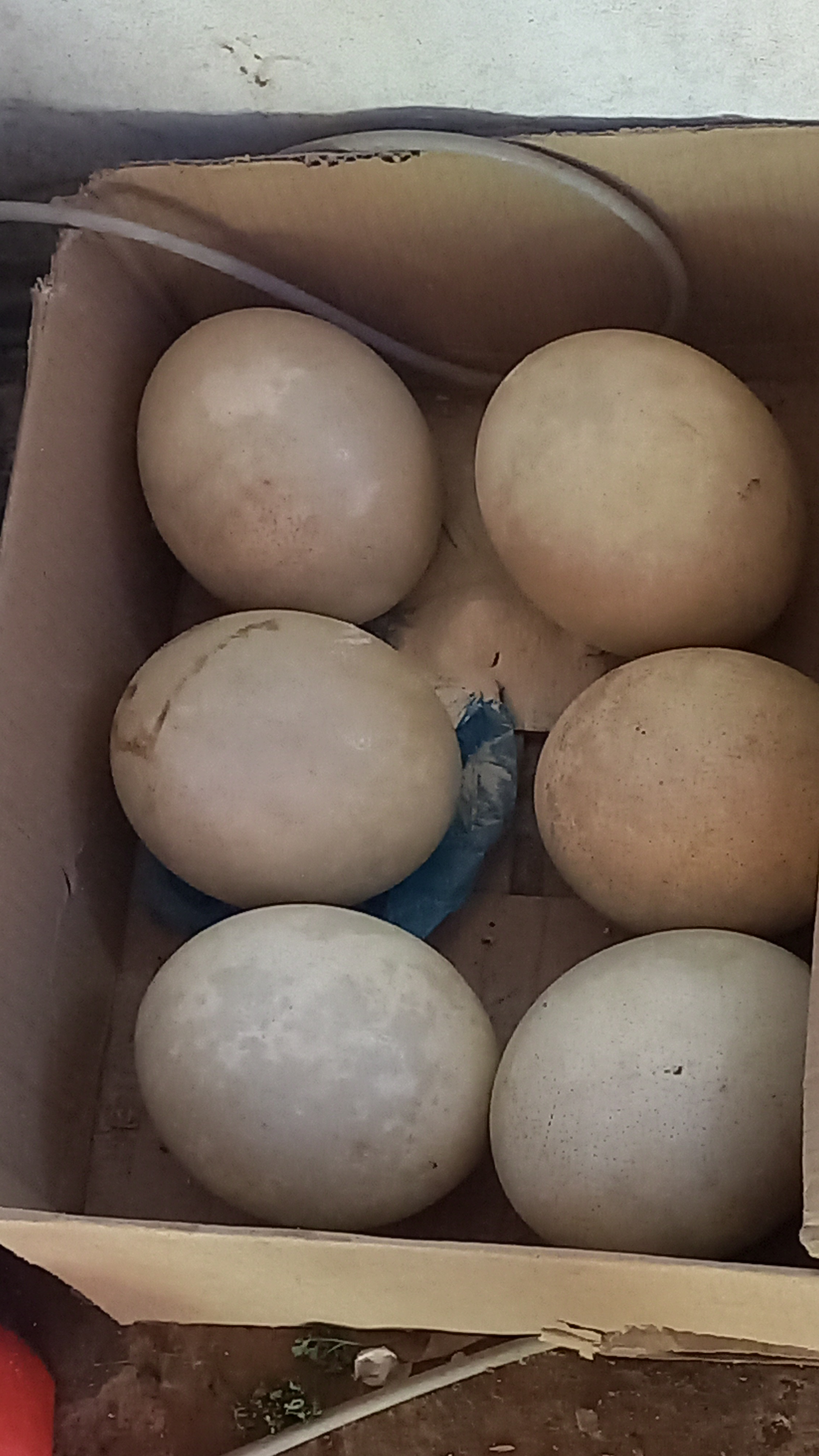
Oeufs d'autruches à l'IRFPA au Sénégal.

Les œufs ont été traditionnellement conservés :
- dans de l'eau de chaux (avec l'inconvénient de donner un goût qui ne disparaît qu'à la cuisson complète) ;
- dans de l'eau salée par immersion dans une saumure à 10 % ;
- par enrobage au vernis (constitué d'une solution de gomme arabique ou de dextrine, ou d'un vernis alcoolique au benjoin ou encore d'un mélange d'huile de lin et de colophane) ;
- par placement en caisse dans des matières sèches comme rognures de papier, balles de céréales, son, charbon de bois, etc.[75].

Il est parfois conseillé de ne pas conserver les œufs au réfrigérateur car le changement de température provoque une condensation sur la coquille qui permet aux bactéries de la traverser plus facilement. Cependant, il est préférable de les mettre au réfrigérateur qui inhibe le développement des salmonelles, la pointe de l'œuf vers le bas pour que la chambre à air soit vers le haut et que le jaune ne soit pas comprimé. Une fois les œufs sortis du réfrigérateur, ils doivent être consommés ou cuits dans les deux heures sinon ce phénomène de condensation favorise la pénétration des germes.
Au XVIIIe siècle, les œufs pondus au mois d'août étaient considérés comme se conservant le plus longtemps. On les gardait autrefois en Suisse pour les consommer en hiver.

### Manipulation en cuisine
La fréquence de la contamination in utero des œufs par des salmonelles (contamination interne du jaune) est de l’ordre de 2 par million. En revanche, la contamination de la coquille par ces mêmes bactéries est fréquente (contamination externe) et justifie les mises en garde concernant les méthodes de cassage.
1. Conserver les œufs à température ambiante à moins de 25 °C ; ainsi les œufs gardent leur saveur.
2. Ne pas laver la coquille, elle est couverte d’un produit naturel empêchant l’infection par les salmonelles.
3. Ne pas consommer les œufs fêlés.
4. Se laver les mains après le contact avec la coquille et ne pas toucher le blanc ou le jaune en cassant l’œuf.
5. Manger rapidement les œufs après la préparation.
6. Ne pas tenir des œufs au chaud pendant plus de deux heures.

## Mode de préparation en cuisine
En cuisine, l'œuf se prépare de différentes manières. Il se consomme cru, gobé par exemple, ou cuit, poché par exemple. Ses modes de cuisson sont variés. Il se mange froid ou chaud.

### Dur ou cru

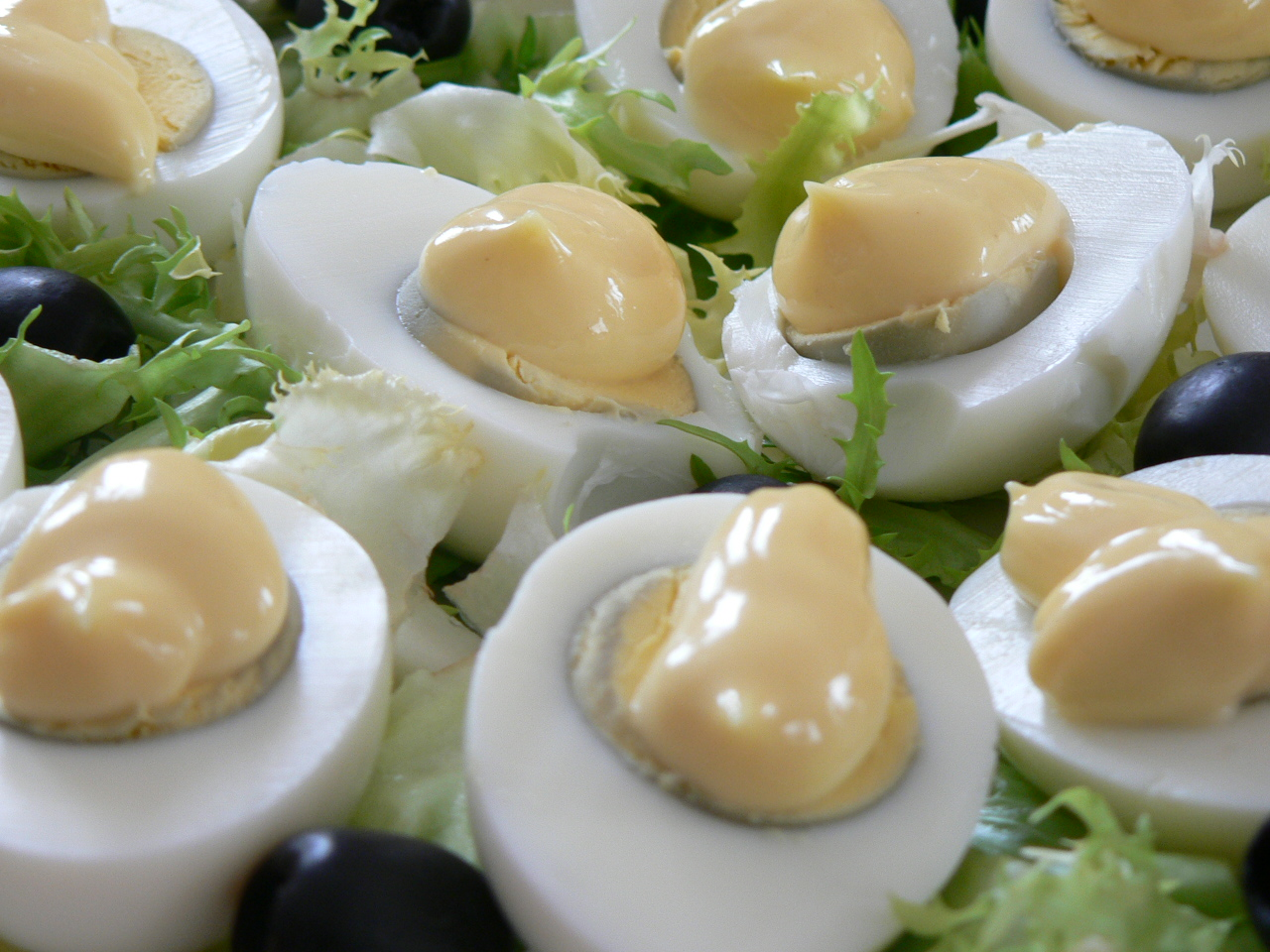
Œufs durs-mayonnaise.

Afin de distinguer un œuf dur (cuit) d’un œuf cru, il suffit de le faire tourner comme une toupie. Il faut alors arrêter l’œuf un bref instant avec le doigt. Si l’œuf se remet à tourner légèrement, il est cru. S’il ne redémarre pas, il est cuit. Cela est dû au fait que le blanc d'œuf cru, liquide, continue à tourner à l'intérieur de l'œuf et transmet son mouvement à l'ensemble de l'œuf par viscosité et inertie.
Le philosophe Théophraste a écrit Pourquoi on ne peut retourner les œufs crus, extrait du Traité sur le vertige : « Si on ne peut faire tourner les œufs crus comme on peut faire tourner les œufs durs, c'est parce que les premiers sont freinés par leur consistance fluide hétérogène et d'inégale densité, tandis que les seconds ne connaissent aucune contrainte du fait que leur intérieur est un et continu. »
On peut également agiter l’œuf près de son oreille pour tenter de percevoir le bruit causé par le déplacement du liquide (s’il n’y a pas de bruit, l’œuf est présumé cuit). Arthur Good a proposé la chronique « l'œuf valseur » dans L'Illustration, correspondant à plusieurs expériences sur l'œuf cru et cuit.

### Cuisson à l'eau

#### A température d'ébullition de l'eau
Dans sa coquille : 

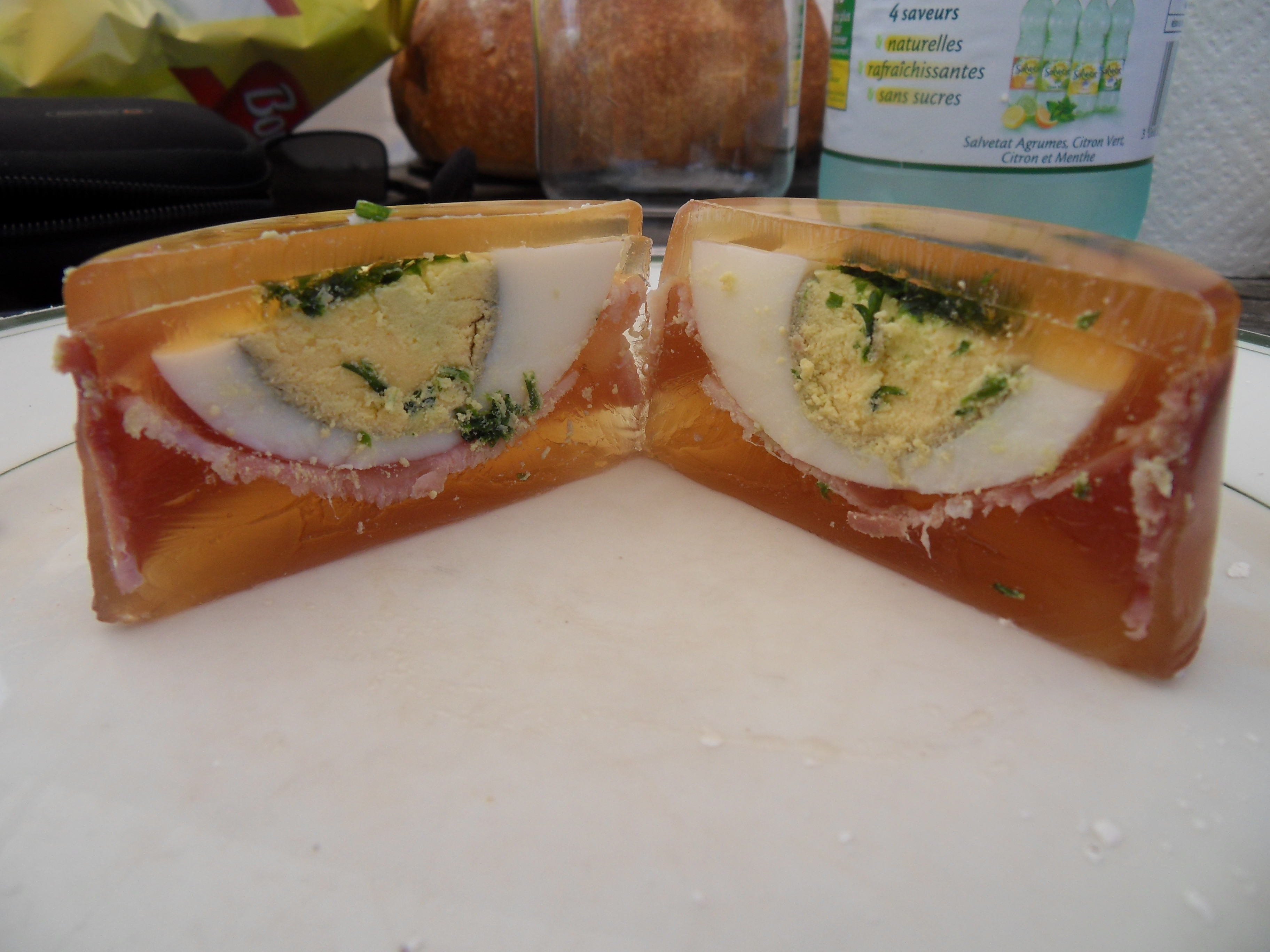
œuf en gelée

- Œuf à la coque : Environ 3 minutes de cuisson, l'œuf est cuit avec sa coquille et présenté dans sa coquille ; le jaune est liquide et très fluide.
- Œuf mollet : Environ 6 minutes de cuisson, l'œuf, cuit avec sa coquille, est écalé pour être dégusté ; le jaune est liquide et légèrement épaissi. L'œuf mollet est utilisé pour réaliser l'« œuf en gelée ».
- Œuf gras cuit : Environ 7 minutes de cuisson, l'œuf, cuit avec sa coquille, est écalé pour être dégusté ; le jaune a une consistance crémeuse, intermédiaire entre l’œuf mollet et l’œuf dur.
- Œuf dur : Environ 9 minutes de cuisson, l'œuf, cuit avec sa coquille, est écalé pour être dégusté ; le jaune est solide. Un gadget permet de façonner des « œufs carrés » en mettant en forme l'œuf dur écalé à chaud. Avec plus de 11 minutes de cuisson le blanc d’œuf devient caoutchouteux et le jaune friable.

Sans sa coquille : 

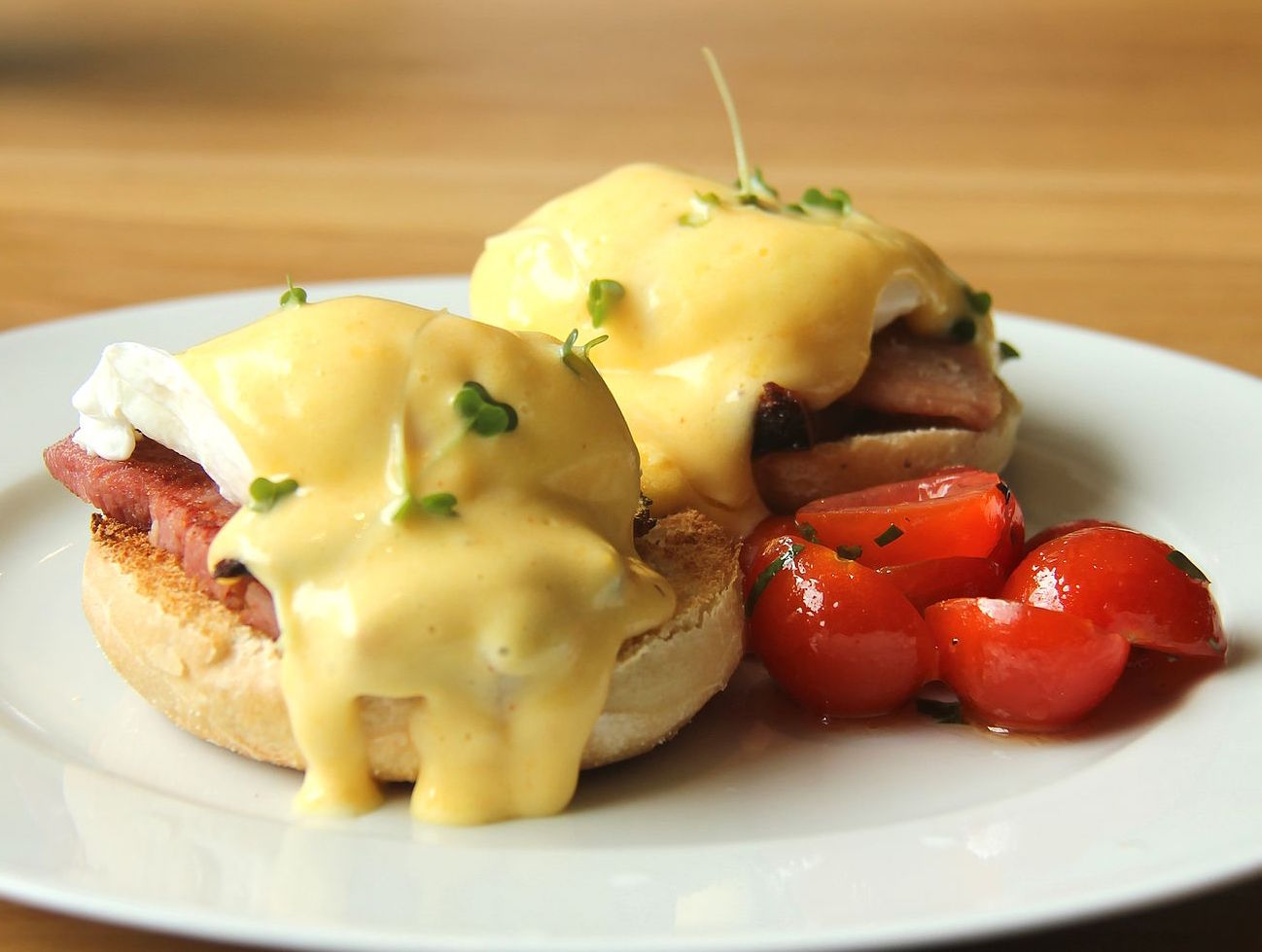
œufs bénédicte

- Œuf poché : l'œuf est cuit sans coquille dans un liquide frémissant ; 3 minutes de cuisson pour des œufs pochés mollets quand le jaune est encore liquide et jusqu'à 5 minutes pour des œufs pochés avec un jaune un peu plus cuit. Le liquide peut être de l'eau, du vin, du bouillon, du lait, de la crème, du consommé ou de la soupe. Utilisé pour les Œufs Bénédicte.
- Œufs filés ou jaunes d’œuf filés : les jaunes d’œuf (éventuellement un mélange de jaunes d’œuf et d’œuf entiers) sont battus puis introduits dans de l'eau bouillante sous la forme de filaments avec l'aide d'une poche à douille.

#### A basse température
- Œuf parfait : l'œuf est cuit avec sa coquille dans une eau à 64 °C pendant au moins 45 minutes ; le jaune et le blanc sont cuits à une température proche de leur point de coagulation et conservent une texture soyeuse. Des expériences menées par Hervé This montrent que le blanc coagule à 62 °C, tandis que le jaune le fait à 68 °C ; il en a déduit de nouvelles recettes de cuisson non traditionnelles, et traduites en cuisine par Pierre Gagnaire, par exemple, en faisant cuire l'œuf non écalé au four à 65 °C [82] ou en préparant des œufs brouillés à basse température[83].
- Hamine : les œufs hamine, spécialité de certaines communautés juives, cuisent six heures à feu doux avec leur coquille dans de l'eau non bouillante ; ils perdent ainsi moins d'eau et constituent des œufs durs très tendres. Ils étaient également cuits traditionnellement dans des braises[84].

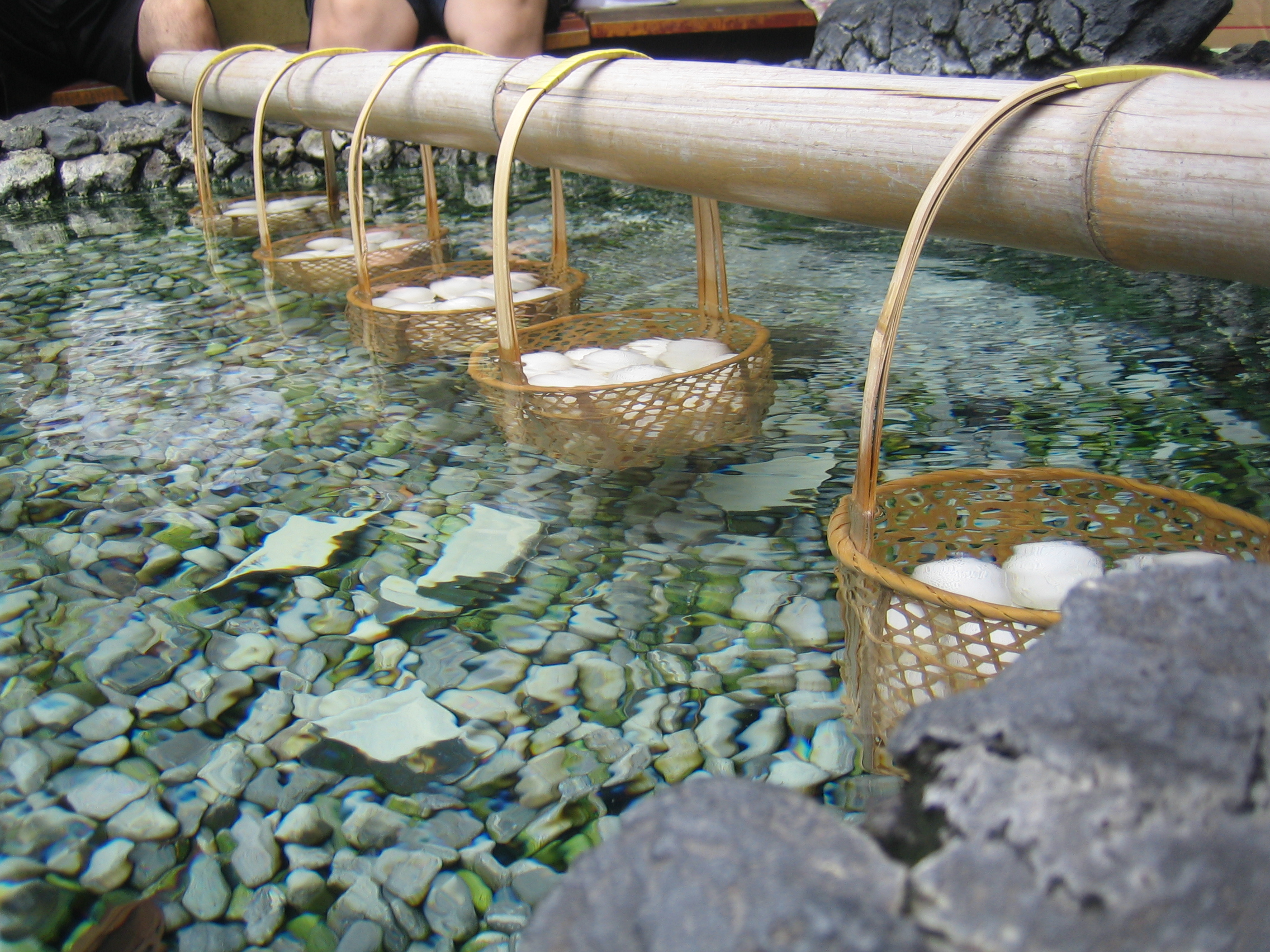
Onsen-tamago

- Onsen-tamago (温泉卵) : préparation traditionnelle japonaise consistant à cuire l'œuf avec sa coquille pendant plus de 15 minutes dans une eau thermale riche en soufre, en dessous du point d'ébullition. Il en résulte une cuisson entre l'œuf dur et l'œuf mollet, et un œuf qui se déguste sur le pouce accompagné de sel et de poivre. Si l'œuf est cuit dans certaines sources, sa coquille prend une teinte noire et on parle de kuro-tamago (œuf noir, 黒玉子).

### Cuisson à la vapeur
La cuisson à la vapeur est une spécialité asiatique, les œufs sont battus et additionné d'un liquide : eau, bouillon et parfois lait, puis cuit au cuit-vapeur ou au couscoussier, de façon à obtenir une texture tremblante.
- Œufs chinois cuits à la vapeur
- Le balut se cuisine en Asie avec des œufs incubés

### Cuisson dans de la matière grasse
Blanc et jaune non mélangés : 

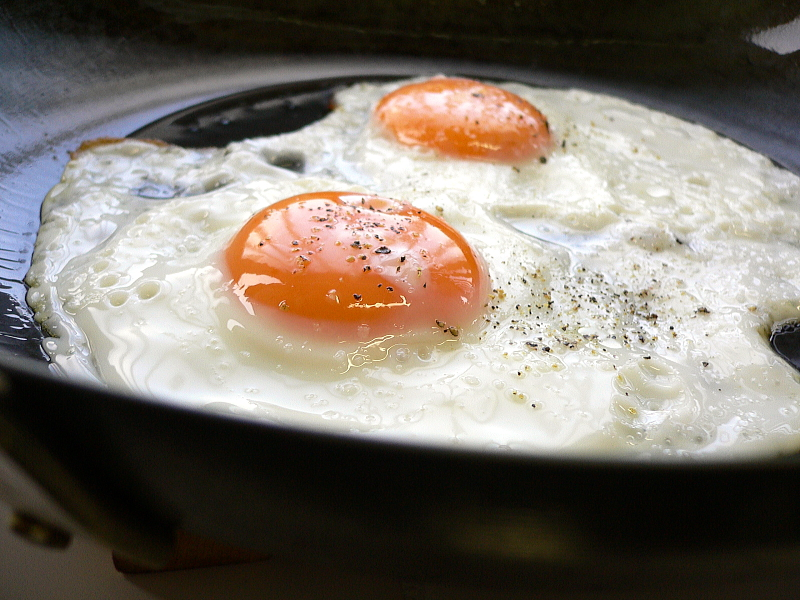
Œufs sautés.

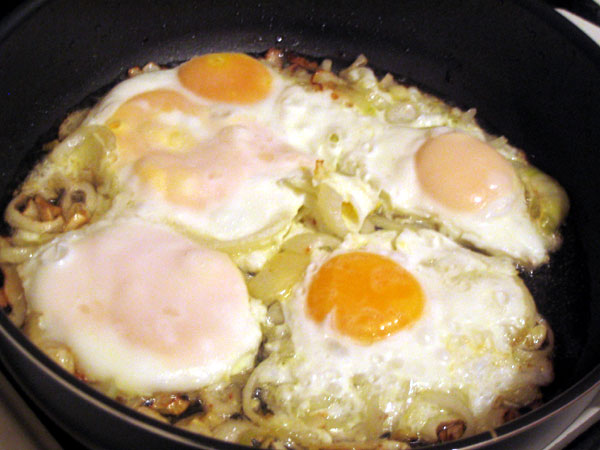
Œufs sautés et œufs tournés.

- Œufs au plat ou sauté ou miroir : le jaune, apparent, reste liquide.
- Œufs tournés : Œuf au plat dont le jaune est liquide mais non apparent car l'œuf a été retourné à mi-cuisson.
- Œufs frits : l'œuf est poché dans de l'huile.
- Œufs cocotte : œuf cuit au bain-marie préchauffé avec de la crème fraiche et en ramequin individuel[74].
- Œufs Orsini : œufs cuits au four en ramequin individuel, le blanc battu en neige et saupoudré de fromage est soufflé, le jaune, qui doit rester liquide, est posé sur les blancs.

Blanc et jaune mélangés : 
- Œufs brouillés : l'œuf est monté en masse crémeuse avec du beurre au cours de la cuisson à la poêle ou au bain-marie.
- Omelette : l'œuf est battu puis cuit à la poêle. Omelette soufflée: le blanc est monté en neige puis mélangé au jaune battu cuisson à la poêle puis au four.

- Œufs chinois cuits à la vapeur
- Œufs cuits à la vapeur à la coréenne
- Chawanmushi
- Tamagoyaki
- Frittata
- Tortilla de patatas
- Crique

### Cuisson sur le gril
- Œuf grillé : l'œuf, préalablement poché, est passé dans la chapelure avant d'être placé sur le gril.

### Cuisson au four
- Les œufs cocotte sont cuits dans un ramequin, en général en accompagnement d'autres ingrédients. La cuisson au ramequin peut également être réalisée au four à micro-ondes ou au bain-marie[85].
- Les œufs moulés sont cuits au four dans des moules à babas ou à darioles, variante de cuisson délaissée au début du XXe siècle[86].
- Dans la recette du Casatiello, les œufs sont cuits entiers à l'intérieur du gâteau.Œufs cuits dans un Casatiello

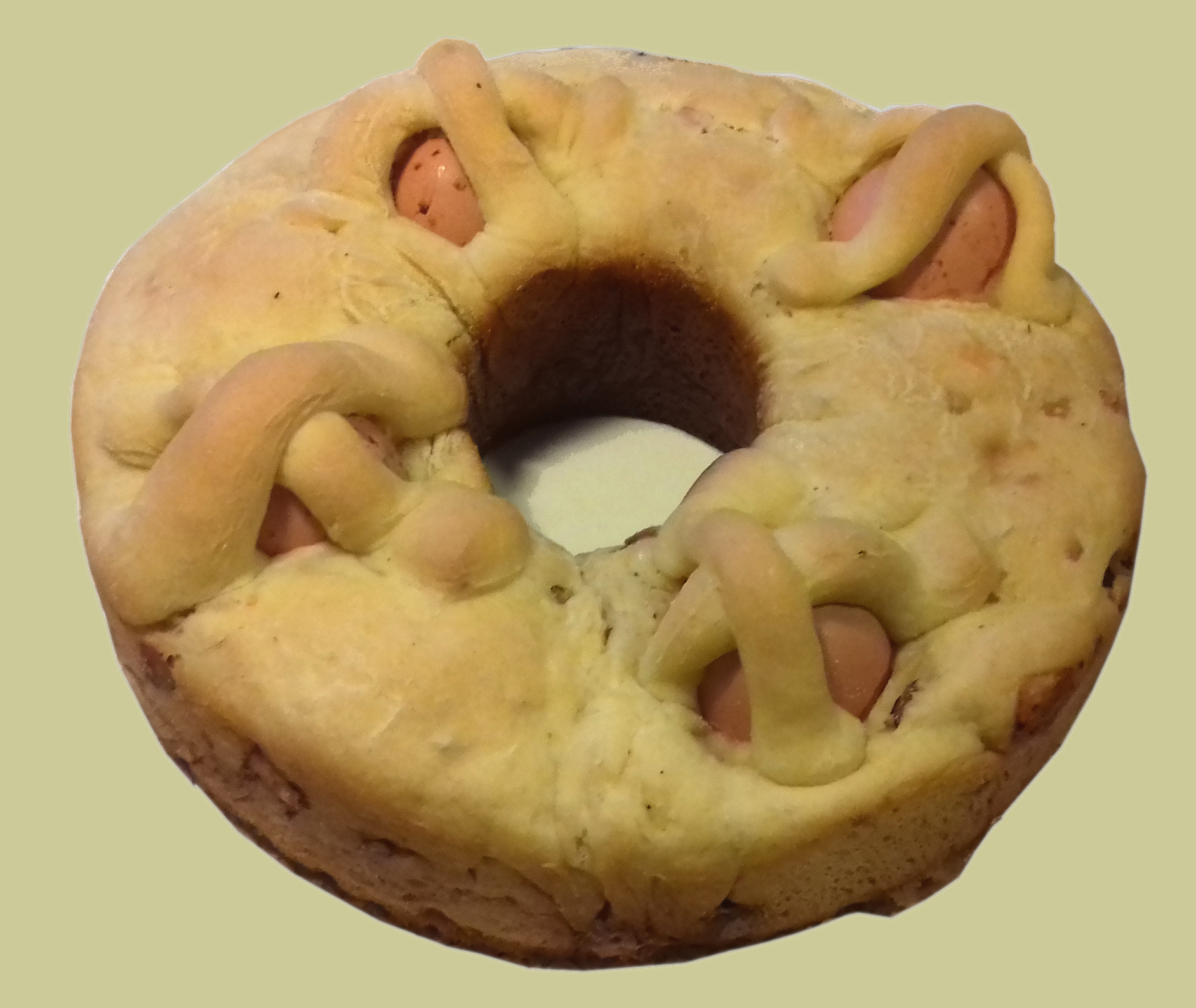
Œufs cuits dans un Casatiello

### Autres techniques traditionnelles de transformation de l’œuf
- Œuf de cent ans
- Œufs au thé noir
- Œufs au vinaigre

### Mets, cuisine salée
- Œuf poché au champagne
- Omelette vallée d'Auge, Omelette aux fines herbes, Omelette de la mère Poulard, omelette norvégienne.
- Œufs à la normande
- Œufs brayons
- Œuf en gelée
- Œufs en meurette
- Œuf mimosa
- Œuf de cent ans
- Œufs Bénédicte
- Croque madame
- Scotch egg
- Ovoproduit

### Desserts

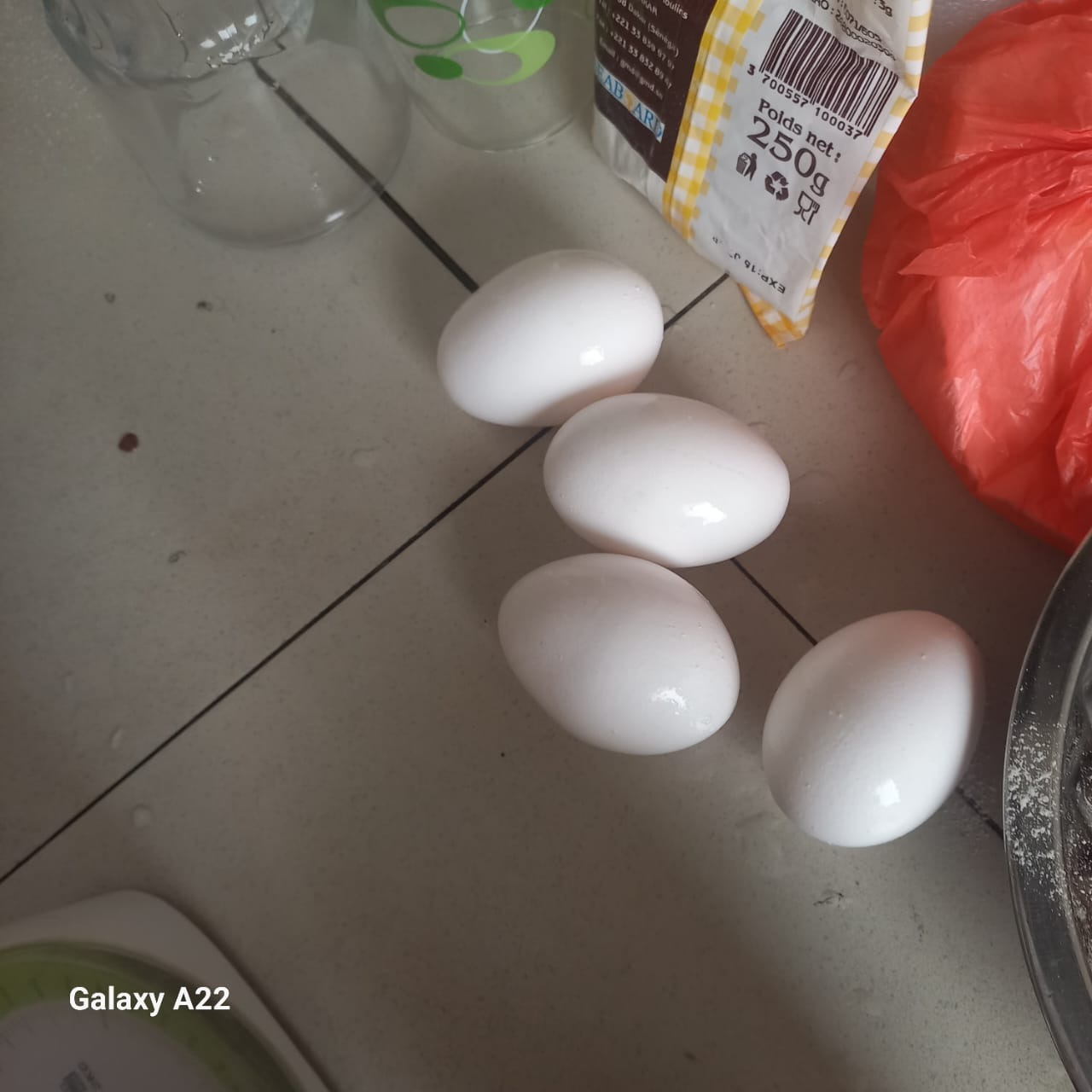
Préparation de crêpes au Sénégal

- En pâtisserie, l'œuf est employé dans la plupart des recettes de biscuits et de gâteaux.
- Omelette norvégienne
- Œufs à la neige
- Meringue
- Mousse au chocolat
- Pain perdu
- Sabayon
- Crêpe
- Génoise
- Soufflé
- Flan

### Boisson
- Lait de poule
- Advocaat
- Rompope

## Anthologie
- Humour francophone

La poule dit trois chiffres quand elle pond : 7,1,9 (extrait de The Giant Omelette, dans French with Shelley - We can can speak French).